# Super Smash Bros. for Nintendo 3DS e Wii U
Super Smash Bros. for Nintendo 3DS e Wii U (大乱闘スマッシュブラザーズ for Nintendo 3DS / Wii U, Dairantō Sumasshu Burazāzu fō Nintendō Surī Dī Esu / Wī Yū) são dois jogos eletrônicos de luta, desenvolvidos pela Sora Ltd. em cooperação com a Bandai Namco Games, e publicados pela Nintendo para Wii U e Nintendo 3DS. Os dois formam, juntos, o quarto título na série de jogos Super Smash Bros., na qual personagens de diversas franquias da Nintendo (incluindo personagens de terceiros presentes em jogos disponíveis em consoles da Nintendo) lutam entre si em arenas baseadas também em jogos da Nintendo. Os dois jogos foram lançados para o Nintendo 3DS e o Nintendo Wii U. A data de lançamento da versão de 3DS foi confirmada em 3 de outubro de 2014, enquanto a versão de Wii U foi lançada em 21 de Novembro de 2014. No Brasil a versão de 3DS foi lançada em 3 de outubro, enquanto que a versão de Wii U foi lançada em 5 de dezembro.
Os jogos começaram a ser desenvolvidos em 2012 e foram anunciados oficialmente na E3 2013. O jogo trouxe diversas novidades para a franquia como luta com até oito jogadores lutando por vez na versão de Wii U, suporte para a figuras Amiibo da Nintendo, utilização de Miis personalizados como lutadores jogáveis, conteúdo para download após o lançamento com lutadores e estágios adicionais e movimentos especiais personalizáveis. Alguns recursos dos jogos anteriores da série foram removidos, como o modo história de Brawl. Os críticos aplaudiram os novos elementos de jogabilidade existentes de Super Smash Bros. mas criticaram alguns problemas no modo online. A versão de Nintendo 3DS vendeu 9,52 milhões de cópias e 5,38 milhões unidades para a versão de Wii U.

## Jogabilidade
Como nos jogos anteriores da série, Super Smash Bros. para Nintendo 3DS e Wii U é um jogo de luta competitivo no qual até oito jogadores (utilizando personagens de diversas franquias da Nintendo) batalham entre si. Ao contrário da maior parte dos jogos de luta, Super Smash Bros. não possui uma barra de vida. Em vez disso, cada jogador possui uma porcentagem. Conforme um jogador recebe dano, seja ele de outro jogador, um personagem controlado pela IA ou por obstáculos do cenário, a porcentagem aumenta, fazendo com que os ataques sofridos por ele joguem seu personagem mais longe. Isso facilita com que ele seja jogado para fora da arena. As Smash Balls, itens presentes no jogo anterior da série, retornam neste título, cumprindo seu mesmo papel: o jogador que obter uma pode realizar um ataque extremamente poderoso, que facilita sua vitória. O jogo conta com visuais realistas em alta definição no Wii U e com visuais cel shading no 3DS. As duas versões terão o mesmo número de personagens jogáveis, porém cada uma contará com arenas exclusivas. A versão de Nintendo 3DS inclui mais arenas baseadas em jogos lançados para consoles portáteis da Nintendo, enquanto que a versão de Nintendo Wii U tem mais estágios baseados em jogos lançados para consoles de mesa.

### Modos de jogo
O jogo tem vários modos em ambas as versões, tanto individual quanto multijogador.
O modo principal do jogo é o modo Smash. Outros modos são o modo All-Star, o modo Estádio com três tipos de minijogos, o modo Trophy Rush e um modo multijogador on line em que é possível jogar com amigos ou com todos. No primeiro modo, as regras de combate são totalmente personalizáveis. No segundo, o jogo oferece duas opções diferentes: Por diversão e Pela glória.
Existem também modos de jogo exclusivos para cada uma das versões.

#### Modos de jogo Nintendo 3DS
O modo Clássico da versão Nintendo 3DS oferece uma sequência de várias lutas com um nível de dificuldade configurável. O jogador percorre um caminho no qual vários ramos que levam a diferentes lutas estão disponíveis para ele. Os personagens a enfrentar podem vir com características diferentes, por exemplo, serem gigantes em tamanho ou revestidos de metal. O modo termina com uma luta contra a Master Hand sozinha ou acompanhada pela Crazy Hand dependendo do grau de dificuldade escolhido pelo jogador.
O modo Aventura Smash, inspirado no modo City Trial de Kirby Air Ride e jogável para até quatro jogadores, consiste em uma busca por melhoramentos em um nível gigantesco para cinco minutos para aumentar ao máximo as estatísticas do personagem jogado para a luta final.
A função StreetPass do console também é usada no modo “Smash StreetPass”. O jogador luta com uma ficha com a semelhança de um personagem e deve ejetar as dos outros jogadores da arena.

#### Modos de jogo Wii U
O modo Smash oferece mais opções do que a versão Nintendo 3DS, com destaque para o retorno das partidas de moedas, estamina e Smash Especial, permitindo personalizar certas características dos personagens como altura, peso ou mesmo a velocidade. Da mesma forma, até oito jogadores podem competir entre si em certas fases do jogo.
No modo Clássico, o jogador escolhe os personagens que deseja enfrentar, direcionando o troféu de seu personagem para aqueles que deseja enfrentar.
O modo Eventos oferece lutas com condições de vitórias definidas. Oferece três níveis de dificuldade e pode ser jogado por até dois jogadores.
O modo Smash Tour é um jogo de tabuleiro jogável com os Mii. Muito parecido com o modo Aventura Smash no Nintendo 3DS, o objetivo é pegar melhoramentos para o número atribuído de turnos para então enfrentar outros jogadores em um combate tradicional.
O modo Comandos Especiais oferece desafios com temas específicos. Os Comandos Master Hand são compostos por três tipos diferentes de eventos, cada um exigindo um número de moedas do jogo. O jogador deve passar por uma dessas provas de sua escolha com apenas uma vida. Os Comandos Crazy Hand envolvem 5.000 Moedas ou um bilhete para participar de desafios de dificuldade variada. O jogador continua lutando até perder ou decidir derrotar a Crazy Hand. O jogador perde um grande número de recompensas se não tiver sucesso.
O modo Torneio oferece confrontos de até 64 jogadores em partidas eliminatórias.

### Personagens
No trailer mostrado na E3 2013, Mario e Bowser da série Mario, Link da série The Legend of Zelda, Fox McCloud da série Star Fox, Kirby da série Kirby, Pikachu de Pokémon, Donkey Kong da série Donkey Kong, Samus Aran da série Metroid, e Pit da série Kid Icarus foram revelados como jogáveis nos novos títulos, após sua inclusão no jogo anterior, Super Smash Bros. Brawl. Dois novos personagens foram também anunciados no trailer: o Habitante (Villager) da série Animal Crossing e Mega Man da série Mega Man, da Capcom. Mais tarde, no mesmo dia, a Treinadora de Wii Fit foi anunciada como jogável, também no evento. Mensalmente, Masahiro Sakurai, diretor da série e também criador de Kirby, revela um personagem jogável no Miiverse. O primeiro a ser revelado foi Capitão Olimar, da série Pikmin, em 12 de julho de 2013, retornando do jogo anterior da franquia, Super Smash Bros. Brawl. Outros personagens revelados posteriormente incluem: Luigi e Princesa Peach, da série Mario, Toon Link, de The Legend of Zelda, Sonic the Hedgehog da série homônima, Marth, de Fire Emblem, Rosalina & Luma, de Super Mario Galaxy, Princesa Zelda, de The Legend of Zelda, Lucario de Pokémon, Little Mac, de Punch-Out!!, Diddy Kong, da série Donkey Kong. Mais recentemente, foram anunciados Zero Suit Samus, de Metroid, Yoshi, da série homônima mas originando da série Mario, Sheik de The Legend of Zelda, Charizard e Greninja, de Pokémon, Ike, de Fire Emblem, Palutena, de Kid Icarus, Mii Fighters, Shulk de Xenoblade, Pac-Man, da série homônima e Captain Falcon, de F-Zero, além de Robin e Lucina, de Fire Emblem, Meta Knight e Rei Dedede de Kirby. Os personagens secretos são Ness, de Mother/Earthbound, Falco, de Star Fox, Wario, da série homônima mas originando da série Mario, Dr. Mario, da série Mario, Dark Pit, de Kid Icarus, Ganondorf, de The Legend of Zelda, R.O.B., um acessório do NES, Bowser Jr., da série Mario, Mr. Game & Watch, da série Game & Watch e Duck Hunt, da série homônima. Mewtwo, da série Pokémon, foi anunciado como DLC, que pode ser adquirido com um código de download para aqueles que compraram as duas versões até Março De 2015 ou pode ser comprado a partir de 28 de abril na Nintendo eShop do 3DS e Wii U separadamente. Na Nintendo Direct de Abril Lucas da série Mother, foi anunciado também como DLC podendo ser adquirido a partir de Junho de 2015. Ryu, da série Street Fighter também foi anunciado, assim como Roy (este que por sua vez já apareceu em Super Smash Bros. Melee) da série Fire Emblem. No vídeo de apresentação final, Corrin, também da série Fire Emblem, foi anunciado ao lado de Cloud, de Final Fantasy VII. Bayonetta foi a vencedora da votação de lutadores iniciada em Abril de 2015, sendo incluída como DLC no final do mesmo ano.

### Arenas
As decorações das arenas nas quais ocorrem as lutas vêm dos diferentes universos de onde os personagens são derivados e das franquias da Nintendo, alguns já presentes nos jogos anteriores da série. Cada arena na maioria das vezes tem uma peculiaridade, como arenas rolando ou mudando de cenário. Outros tipos de arenas também foram introduzidos, como arenas muito grandes, de plano duplo e terreno arredondado. Além disso, cada um deles está disponível na versão "Final Destination", ou seja, em uma versão plana sem qualquer evento em particular.
Existem inicialmente 34 arenas na versão Nintendo 3DS e 47 na versão Wii U. Algumas arenas disponíveis via conteúdo adicional pago foram adicionadas à lista de arenas para cada versão, enquanto que a arena Duck Hunt para a versão Nintendo 3DS e a arena Miiverse foram adicionadas gratuitamente durante uma atualização. Assim, contando os conteúdos para carregamento, o jogo oferece 84 arenas, incluindo Wii U e Nintendo 3DS.

## Desenvolvimento

### Música
Super Smash Bros. for Nintendo 3DS / Wii U oferece versões retrabalhadas de diferentes músicas de franquias presentes no jogo. Esses arranjos são feitos por cerca de quarenta compositores no Nintendo 3DS, incluindo Masashi Hamauzu, Yūzō Koshiro, Yasunori Mitsuda, Motoi Sakuraba, Yoko Shimomura, Mahito Yokota e Ryo Nagamatsu. Vinte compositores adicionais trabalharam na versão Wii U. No total, em adição ao conteúdo para download, o jogo oferece 507 faixas de áudio.
No Nintendo 3DS, é possível ouvir música em modo de espera usando fones de ouvido.
Um CD duplo contendo algumas das músicas da trilha sonora é oferecido registrando ambas as versões do jogo no Club Nintendo; cada CD contém trinta e seis músicas das versões Nintendo 3DS e Wii U.

### Conteúdo adicional
O conteúdo adicional foi comercializado após o lançamento do jogo. Vários itens de personalização e trajes são oferecidos regularmente para lutadores Mii. O primeiro personagem adicional adicionado foi o Pokémon Mewtwo, já apresentado em Super Smash Bros. Melee, que está disponível a partir de 15 de abril de 2015 para jogadores que registraram ambas as versões do jogo no Club Nintendo e, em seguida, de 28 de abril para outros. Lucas de Mother 3, Ryu de Street Fighter e Roy de Fire Emblem foram adicionados em 14 de junho de 2015, assim como o estágio Miiverse. O personagem Cloud de Final Fantasy VII apareceu em 15 de dezembro de 2015, junto com um estágio. Quanto a Corrin de Fire Emblem Fates, ele está disponível em 4 de fevereiro de 2016.
A Nintendo também criou um site para buscar o aviso dos jogadores sobre os personagens que eles gostariam de ver no jogo. A personagem que ficou em primeiro lugar mundial foi Bayonetta, disponível em 4 de fevereiro de 2016.
Em 11 de fevereiro de 2016, Masahiro Sakurai anunciou o fim definitivo do desenvolvimento de conteúdo adicional.

## Recepção
A versão de 3DS foi bem recebida no Japão, com a revista Famitsu avaliando o jogo em 37 pontos de 40(10/9/9/9). O jogo vendeu mais de um milhão de cópias no primeiro final de semana do lançamento no Japão. Com a versão de Wii U não foi diferente, o jogo vendeu mais de 1 milhão de copias na pré-venda e quase meio milhão de copias no lançamento.

### Vendas
De acordo com a Nintendo, as pré-encomendas de Super Smash Bros. for Wii U foram superiores às de Mario Kart 8.
A recepção da versão 3DS foi geralmente positiva, de acordo com o agregador de análises Metacritic. A versão 3DS vendeu mais de um milhão de cópias em seu primeiro fim de semana à venda no Japão, e vendeu mais de 3,22 milhões de cópias em todo o mundo até o final de outubro de 2014.